# Fiesta del Agua de Villagarcía de Arosa
A Festa da Auga (La Fiesta del Agua en castellano) es una fiesta popular celebrada el día 16 de agosto en Villagarcía de Arosa, ciudad española de la provincia de Pontevedra, en la que después de trasladar a la figura de San Roque, el santo copatrono de la ciudad, de la iglesia parroquial de "Santa Eulalia de Arealonga" a la capilla de San Roque, los romeros piden agua a los habitantes de Villagarcía de Arosa para refrescarse y ellos tiran agua desde los balcones y mojan a los romeros.

## El Agua
La fiesta nace de manera espontánea el verano de 1984. Una vez trasladado a San Roque hasta su capilla, los romeros que habían cargado con el Santo por la ciudad, acabaron exhaustos y comenzaron a pedir agua a los vecinos de la calle homónima de San Roque. Al principio se tomaba de broma la petición de los romeros, pero de pronto una persona echó un vaso de agua de lo alto del edificio nº15 de la calle San Roque, encima del bar "El Peñón". No se sabe a ciencia cierta quién fue esa persona que inició la que acabará siendo una de las fiestas más importantes de España, pero se cree que pudieron haber sido María Isabel García, propietaria del "Videoclub Estevez" de Villagarcía y un jovencisimo Alessandro Paiano, muy conocido en la localidad, por entonces con 10 años de edad, donde Jose, dueño del Bar Peñon, le dio varios cubos de agua, haciendo cumplir los deseos de los romeros portadores del Santo . Acto seguido, los demás vecinos de éste y del edificio de enfrente, lanzaron más vasos, luego cubos llenos de agua, mangueras,... siempre al grito de "¡Agua, agua!" de los paisanos que cada vez se fueron animando más y más. Con los años fue evolucionando hasta convertirse en una fiesta donde, ya no sólo se lanzan cubos de agua desde los balcones, sino que incluso Protección Civil chorrea agua desde sus camiones en las principales calles de la ciudad. La popularidad de la fiesta es tan grande que atrae a turistas de toda España y del extranjero. De aquí su carácter personal y popular que la convierte en única y la cual se reinventa cada año a gusto de los asistentes.  
Como excepción, en el año 2006 a causa de la gran oleada de incendios forestales en Galicia Protección Civil no acudió a la fiesta, aun así la población tiró agua desde sus ventanas para que la tradición se mantuviera un año más.

## Dos Procesiones
La procesión de la mañana surge del hecho de que el santo San Roque, teniendo su capilla en el barrio de San Roque, se encuentra en la iglesia de Sta Eulalia. Se convirtió en tradición que las familias del centro, tradicionalmente más pudientes, albergaran al patrón (San Roque) en su iglesia, que se erigió en honor a una santa que nada pinta en esta historia (Santa Eulalia). Los vecinos de San Roque reivindicaban a su santo, que les "quitaron" para que los señores lo tuvieran en su barrio. San Roque, barrio periférico y más humilde tiene capilla pero no santo. Una víspera de San Roque, años ha, cuenta la historia que unos jóvenes de San Roque entraron en la iglesia de Santa Eulalia y robaron la imagen de San Roque. Fueron perseguidos por la calle, santo a cuestas (por eso se dice que el santo va bailando, porque esa es la imagen que daría en la situación original). Llegaron a la capilla y se encerraron. La versión light dice que acordaron devolverlo, la "no light" presupone una restitución por la fuerza, pero se constituyó en tradición que el Santo subiría en procesión no religiosa por la mañana, y bajaría en procesión formal por la tarde retornando a donde siempre está pero no debería estar. Es por eso que la procesión de la mañana no es religiosa, sino todo lo contrario. Más bien molesta para la iglesia, y recuerda un hecho difuso pero bonito que permanece anclado en una cierta lucha de clases con la iglesia de por medio. Por eso no va ninguna autoridad religiosa, siempre ponen problemas, y por eso la banda de música acompaña con un pasodoble: Triunfo. 
Esta es una fiesta polémica a causa del despilfarro de agua. Además, ha sido declarada Fiesta de Interés Turístico Nacional, en la que cada año gana más entusiastas y más protagonismo.